# Kazuhiro Koizumi
Kazuhiro Koizumi (小泉 和裕, Koizumi Kazuhiro), né à Kyoto le 16 octobre 1949, est un chef d'orchestre japonais actif au niveau international depuis les années 1970. Il dirige en Europe et aux États-Unis des ensembles comme l'Orchestre philharmonique de Berlin et l'Orchestre symphonique de Chicago. Il est actuellement chef principal à la fois de l'Orchestre symphonique métropolitain de Tokyo, poste qu'il occupe depuis 2008 et du Century Orchestra d'Osaka (2003). Depuis 2006, il est le principal chef d'orchestre invité  de l'orchestre philharmonique de Sendai.
Koizumi est diplômé de l'université des arts de Tokyo et de l'Université des arts de Berlin. En 1973, il reçoit le premier prix du concours international Herbert von Karajan à Berlin. De 1983-1988, il est directeur musical de l'Orchestre symphonique de Winnipeg (en). Il occupe ensuite le poste de directeur musical du Nouvel orchestre philharmonique du Japon pendant de nombreuses années